# Risöns naturreservat

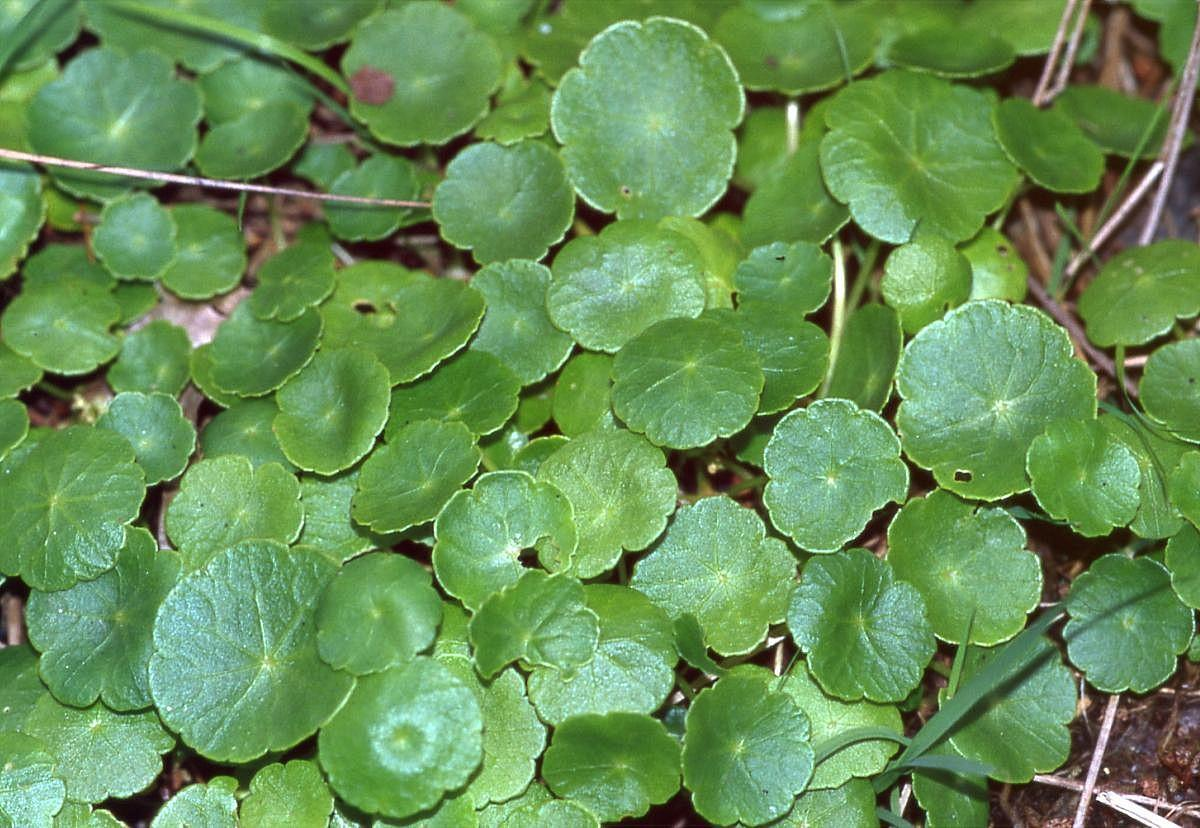
Spikblad

Risön är ett naturreservat i Alingsås socken i Alingsås kommun i Västergötland.
Reservatet består av tre öar i sjön Mjörn, Risön, Svensholmen och Risöskär. Området är skyddat sedan 1996 och omfattar 204 hektar. Till största delen utgörs reservatet av vattenyta.
Sjön Mjörn innehåller ett 75-tal öar och skär. På Risön utgörs skogen mest av barrblandskog med gamla grova träd, lågor och höstubbar. Där finns även områden med aldominerad lövskog. I floran noteras de ovanliga arterna spikblad och klockgentiana som finns sparsamt längs Risöns stränder. Det finns ett rikt fågelliv och där finns arter som vigg, strandskata, fiskmås och fisktärna.
Den K-märkta ångbogserbåten Herbert trafikerar sjön Mjörn under sommarmånaderna och angör då regelbundet ångbåtsbryggan i Risö djuphamn på öns sydvästra sida.

Reservatet förvaltas av Alingsås kommun.